# Viljem Žumer
Viljem Žumer [víljem žúmer], slovenski inženir elektrotehnike, * 5. april 1943, Maribor.

## Življenje in delo
Žumer se je po končani gimnaziji vpisal na ljubljansko Fakulteto za elektrotehniko kjer je leta 1969 diplomiral in leta 1983 doktoriral na mariborski Fakulteti za elektrotehniko, računalništvo in informatiko (FERI). Po diplomi je bil sprva kratek čas zaposlen v Mariborski tekstilni tovarni, nato pa na FERI v Mariboru, od leta 1994 kot redni profesor. Je soustanovitelj študijskega programa računalništva in informatike na FERI v Mariboru. 